# Collegio di Caithness, Sutherland and Easter Ross
Caithness, Sutherland and Easter Ross è un collegio elettorale rappresentato alla camera dei comuni del parlamento del Regno Unito. Elegge un membro del parlamento con il sistema maggioritario a turno unico; l'attuale parlamentare è Jamie Stone dei Liberal Democratici Scozzesi, che rappresenta la circoscrizione dal 2017.

## Estensione
- 1997-2005: Distretto di Caithness, di Sutherland e le divisioni elettorali del distretto di Cromarty di Ross: Easter Ross, Invergordon e Tain.
- dal 2005: i ward di Alness and Ardross, Brora, Caithness Central, Caithness North East, Caithness North West, Caithness South East, Dornoch Firth, Ferindonald, Golspie and Rogart, Invergordon, Pulteneytown, Rosskeen and Saltburn, Seaboard, Sutherland Central, Sutherland North West, Tain East, Tain West, Thurso Central, Thurso East, Thurso West, Tongue and Farr, Wick e Wick West.

Il collegio fu creato alle elezioni generali nel Regno Unito del 1997 dall'unione di Caithness and Sutherland con una parte di Ross, Cromarty and Skye, che fu abolito.
Alle elezioni del 2005 la circoscrizione di Westminster fu leggermente ampliata per includere una piccola area di Ross, Skye and Inverness West. Il resto di quest'ultima fu diviso tra due nuovi collegi: Ross, Skye and Lochaber e Inverness, Nairn, Badenoch and Strathspey.

## Membri del parlamento
| Elezione | Elezione    | Deputato         | Partito             |
| -------- | ----------- | ---------------- | ------------------- |
|          | 1997        | Robert Maclennan | Liberal Democratici |
| 2001     | John Thurso |                  | Liberal Democratici |
|          | 2015        | Paul Monaghan    | SNP                 |
|          | 2017        | Jamie Stone      | Liberal Democratici |

## Risultati elettorali

### Elezioni negli anni 2020
| Partito                    | Partito                              | Candidato                  | Risultati 4 luglio 2024 | Risultati 4 luglio 2024 |
| Partito                    | Partito                              | Candidato                  | Voti                    | %                       |
| -------------------------- | ------------------------------------ | -------------------------- | ----------------------- | ----------------------- |
|                            | Lib Dem                              | Jamie Stone                | 22 736                  | 49,37                   |
|                            | SNP                                  | Lucy Beattie               | 12 247                  | 26,60                   |
|                            | Laburista                            | Eva Kestner                | 3 409                   | 7,40                    |
|                            | Reform UK                            | Sandra Skinner             | 3 360                   | 7,30                    |
|                            | Conservatore                         | Fiona Fawcett              | 1 860                   | 4,04                    |
|                            | Verdi                                | Anne Thomas                | 1 641                   | 3,56                    |
|                            | Alba                                 | Steve Chisholm             | 795                     | 1,73                    |
|                            |                                      |                            |                         |                         |
| Iscritti                   | Iscritti                             | Iscritti                   | 74 627                  | 100,00                  |
| ↳ Votanti (% su iscritti)  | ↳ Votanti (% su iscritti)            | ↳ Votanti (% su iscritti)  | 46 170                  | 61,87                   |
| ↳ Astenuti (% su iscritti) | ↳ Astenuti (% su iscritti)           | ↳ Astenuti (% su iscritti) | 28 457                  | 38,13                   |
|                            |                                      |                            |                         |                         |
|                            | Esito: collegio confermato a Lib Dem |                            |                         |                         |

### Elezioni negli anni 2010
| Partito                    | Partito                              | Candidato                  | Risultati 12 dicembre 2019 | Risultati 12 dicembre 2019 |
| Partito                    | Partito                              | Candidato                  | Voti                       | %                          |
| -------------------------- | ------------------------------------ | -------------------------- | -------------------------- | -------------------------- |
|                            | Lib Dem                              | Jamie Stone                | 11 705                     | 37,21                      |
|                            | SNP                                  | Karl Rosie                 | 11 501                     | 36,56                      |
|                            | Conservatore                         | Andrew Sinclair            | 5 176                      | 16,45                      |
|                            | Laburista                            | Cheryl McDonald            | 1 936                      | 6,15                       |
|                            | Brexit                               | Sandra Skinner             | 1 139                      | 3,62                       |
|                            |                                      |                            |                            |                            |
| Iscritti                   | Iscritti                             | Iscritti                   | 46 950                     | 100,00                     |
| ↳ Votanti (% su iscritti)  | ↳ Votanti (% su iscritti)            | ↳ Votanti (% su iscritti)  | 31 457                     | 67,00                      |
| ↳ Astenuti (% su iscritti) | ↳ Astenuti (% su iscritti)           | ↳ Astenuti (% su iscritti) | 15 493                     | 33,00                      |
|                            |                                      |                            |                            |                            |
|                            | Esito: collegio confermato a Lib Dem |                            |                            |                            |

| Partito                    | Partito                                | Candidato                  | Risultati 8 giugno 2017 | Risultati 8 giugno 2017 |
| Partito                    | Partito                                | Candidato                  | Voti                    | %                       |
| -------------------------- | -------------------------------------- | -------------------------- | ----------------------- | ----------------------- |
|                            | Lib Dem                                | Jamie Stone                | 11 061                  | 35,79                   |
|                            | SNP                                    | Paul Monaghan              | 9 017                   | 29,18                   |
|                            | Conservatore                           | Struan Mackie              | 6 990                   | 22,62                   |
|                            | Laburista                              | Olivia Bell                | 3 833                   | 12,40                   |
|                            |                                        |                            |                         |                         |
| Iscritti                   | Iscritti                               | Iscritti                   | 46 890                  | 100,00                  |
| ↳ Votanti (% su iscritti)  | ↳ Votanti (% su iscritti)              | ↳ Votanti (% su iscritti)  | 30 901                  | 65,90                   |
| ↳ Astenuti (% su iscritti) | ↳ Astenuti (% su iscritti)             | ↳ Astenuti (% su iscritti) | 15 989                  | 34,10                   |
|                            |                                        |                            |                         |                         |
|                            | Esito: collegio passa da SNP a Lib Dem |                            |                         |                         |

| Partito                    | Partito                                | Candidato                  | Risultati 7 maggio 2015 | Risultati 7 maggio 2015 |
| Partito                    | Partito                                | Candidato                  | Voti                    | %                       |
| -------------------------- | -------------------------------------- | -------------------------- | ----------------------- | ----------------------- |
|                            | SNP                                    | Paul Monaghan              | 15 831                  | 46,31                   |
|                            | Lib Dem                                | John Thurso                | 11 987                  | 35,06                   |
|                            | Laburista                              | John Erskine               | 3 061                   | 8,95                    |
|                            | Conservatore                           | Alastair Graham            | 2 326                   | 6,80                    |
|                            | UKIP                                   | Annie Murray               | 981                     | 2,87                    |
|                            |                                        |                            |                         |                         |
| Iscritti                   | Iscritti                               | Iscritti                   | 47 546                  | 100,00                  |
| ↳ Votanti (% su iscritti)  | ↳ Votanti (% su iscritti)              | ↳ Votanti (% su iscritti)  | 34 186                  | 71,90                   |
| ↳ Astenuti (% su iscritti) | ↳ Astenuti (% su iscritti)             | ↳ Astenuti (% su iscritti) | 13 360                  | 28,10                   |
|                            |                                        |                            |                         |                         |
|                            | Esito: collegio passa da Lib Dem a SNP |                            |                         |                         |

| Partito                    | Partito                              | Candidato                  | Risultati 6 maggio 2010 | Risultati 6 maggio 2010 |
| Partito                    | Partito                              | Candidato                  | Voti                    | %                       |
| -------------------------- | ------------------------------------ | -------------------------- | ----------------------- | ----------------------- |
|                            | Lib Dem                              | John Thurso                | 11 907                  | 41,39                   |
|                            | Laburista                            | John Mackay                | 7 081                   | 24,61                   |
|                            | SNP                                  | Jean Urquhart              | 5 516                   | 19,17                   |
|                            | Conservatore                         | Alastair Graham            | 3 744                   | 13,01                   |
|                            | Indipendente                         | Gordon Campbell            | 520                     | 1,81                    |
|                            |                                      |                            |                         |                         |
| Iscritti                   | Iscritti                             | Iscritti                   | 47 238                  | 100,00                  |
| ↳ Votanti (% su iscritti)  | ↳ Votanti (% su iscritti)            | ↳ Votanti (% su iscritti)  | 28 768                  | 60,90                   |
| ↳ Astenuti (% su iscritti) | ↳ Astenuti (% su iscritti)           | ↳ Astenuti (% su iscritti) | 18 470                  | 39,10                   |
|                            |                                      |                            |                         |                         |
|                            | Esito: collegio confermato a Lib Dem |                            |                         |                         |

### Elezioni negli anni 2000
| Partito                    | Partito                              | Candidato                  | Risultati 5 maggio 2005 | Risultati 5 maggio 2005 |
| Partito                    | Partito                              | Candidato                  | Voti                    | %                       |
| -------------------------- | ------------------------------------ | -------------------------- | ----------------------- | ----------------------- |
|                            | Lib Dem                              | John Thurso                | 13 957                  | 50,45                   |
|                            | Laburista                            | Alan Jamieson              | 5 789                   | 20,93                   |
|                            | SNP                                  | Karen Shirron              | 3 686                   | 13,32                   |
|                            | Conservatore                         | Angus Ross                 | 2 835                   | 10,25                   |
|                            | Indipendente                         | Gordon Campbell            | 848                     | 3,07                    |
|                            | Socialista                           | Luke Ivory                 | 548                     | 1,98                    |
|                            |                                      |                            |                         |                         |
| Iscritti                   | Iscritti                             | Iscritti                   | 46 807                  | 100,00                  |
| ↳ Votanti (% su iscritti)  | ↳ Votanti (% su iscritti)            | ↳ Votanti (% su iscritti)  | 27 663                  | 59,10                   |
| ↳ Astenuti (% su iscritti) | ↳ Astenuti (% su iscritti)           | ↳ Astenuti (% su iscritti) | 19 144                  | 40,90                   |
|                            |                                      |                            |                         |                         |
|                            | Esito: collegio confermato a Lib Dem |                            |                         |                         |

| Partito                    | Partito                              | Candidato                  | Risultati 7 giugno 2001 | Risultati 7 giugno 2001 |
| Partito                    | Partito                              | Candidato                  | Voti                    | %                       |
| -------------------------- | ------------------------------------ | -------------------------- | ----------------------- | ----------------------- |
|                            | Lib Dem                              | John Thurso                | 9 041                   | 36,36                   |
|                            | Laburista                            | Michael Meighan            | 6 297                   | 25,32                   |
|                            | SNP                                  | John MacAdam               | 5 273                   | 21,20                   |
|                            | Conservatore                         | Robert Rowantree           | 3 513                   | 14,13                   |
|                            | Socialista                           | Karn Mabon                 | 544                     | 2,19                    |
|                            | Indipendente                         | Gordon Campbell            | 199                     | 0,80                    |
|                            |                                      |                            |                         |                         |
| Iscritti                   | Iscritti                             | Iscritti                   | 41 307                  | 100,00                  |
| ↳ Votanti (% su iscritti)  | ↳ Votanti (% su iscritti)            | ↳ Votanti (% su iscritti)  | 24 867                  | 60,20                   |
| ↳ Astenuti (% su iscritti) | ↳ Astenuti (% su iscritti)           | ↳ Astenuti (% su iscritti) | 16 440                  | 39,80                   |
|                            |                                      |                            |                         |                         |
|                            | Esito: collegio confermato a Lib Dem |                            |                         |                         |

### Elezioni negli anni 1990
| Partito                    | Partito                                    | Candidato                  | Risultati 1º maggio 1997 | Risultati 1º maggio 1997 |
| Partito                    | Partito                                    | Candidato                  | Voti                     | %                        |
| -------------------------- | ------------------------------------------ | -------------------------- | ------------------------ | ------------------------ |
|                            | Lib Dem                                    | Robert Maclennan           | 10 381                   | 35,59                    |
|                            | Laburista                                  | James Hendry               | 8 122                    | 27,84                    |
|                            | SNP                                        | Euan Harper                | 6 710                    | 23,00                    |
|                            | Conservatore                               | Tom Miers                  | 3 148                    | 10,79                    |
|                            | Referendum                                 | Carolyn Ryder              | 369                      | 1,26                     |
|                            | Verdi                                      | John Martin                | 230                      | 0,79                     |
|                            | UKIP                                       | Martin Carr                | 212                      | 0,73                     |
|                            |                                            |                            |                          |                          |
| Iscritti                   | Iscritti                                   | Iscritti                   | 41 555                   | 100,00                   |
| ↳ Votanti (% su iscritti)  | ↳ Votanti (% su iscritti)                  | ↳ Votanti (% su iscritti)  | 29 172                   | 70,20                    |
| ↳ Astenuti (% su iscritti) | ↳ Astenuti (% su iscritti)                 | ↳ Astenuti (% su iscritti) | 12 383                   | 29,80                    |
|                            |                                            |                            |                          |                          |
|                            | Esito: collegio a Lib Dem (nuovo collegio) |                            |                          |                          |

## Risultati dei referendum

### Referendum sulla permanenza del Regno Unito nell'Unione europea del 2016
|        | Collegio                              | Lasciare UE % | Rimanere in UE % |
| ------ | ------------------------------------- | ------------- | ---------------- |
|        | Caithness, Sutherland and Easter Ross | 49,4%         | 50,6%            |
| Scozia | 38,0%                                 | 62,0%         |                  |
|        | Regno Unito                           | 51,9%         | 48,1%            |